# プラチナ 9 DISC
『プラチナ 9 DISC』（プラチナ・ナイン・ディスク）は、2009年3月18日にアップフロントワークス（zetimaレーベル）から発売されたモーニング娘。の9枚目のオリジナルアルバムである。

## 概要
- 初回生産限定盤と通常盤の2形態で発売。初回生産限定盤はCD+DVD、通常盤はCDのみ。通常盤の初回仕様にはフォトカード10種がランダムで封入されている。
- 『SEXY 8 BEAT』以来約2年ぶりとなるオリジナルアルバムであり、ジュンジュンとリンリンにとっては、加入後初のオリジナルアルバムでもある。
- 「悲しみトワイライト」は、吉澤ひとみ・藤本美貴在籍時の楽曲である。
- #3, #4, #6, #7は『モーニング娘。 コンサートツアー2008 秋 〜リゾナント LIVE〜』で披露した曲であり、ライブDVDに収録されている。DVDでは#3は別アレンジ、#6, #7は2コーラス目を省略した短縮版である。
- モーニング娘。のオリジナルアルバムとして、初めてオリコン初登場ランキングでトップ10入りを逃した。

## 収録曲

### CD
- 全作詞・作曲：つんく / プロデュース：つんく♂

1. SONGS [4:38]
  - 編曲：田中直
2. リゾナント ブルー [4:50]
  - 編曲：鈴木Daichi秀行

36thシングル。
3. 雨の降らない星では愛せないだろう? [4:14]
  - 中文詞：鄭昭仁 / 編曲：大久保薫・湯浅公一

バラードナンバー。曲の後半でジュンジュンとリンリンによる中文詞のソロパートがある。
2008年に行われた『ハロー!プロジェクト2008夏! 〜避暑地でデートいたしまSHOW!〜』で初披露されたが、本作収録にあたりアレンジが一部変更され、BPMも下げられた。
次作『⑩ MY ME』には、歌詞が全て中文詞となったバージョンが収録されている。
ドリームモーニング娘。によるバージョンもあり、こちらは『ドリムス。 (1)』に収録されている。オリジナルと違い、中文詞パートが削除されている。
2013年には中孝介がカバー。こちらには高橋愛がゲストボーカルで参加している。
4. Take off is now! / 高橋愛・新垣里沙・田中れいな [4:12]
  - 編曲：田中直
5. 泣いちゃうかも [4:33]
  - 編曲：大久保薫

38thシングル。
6. 私の魅力に 気付かない鈍感な人 / 光井愛佳 [4:20]
  - 編曲：湯浅公一

光井にとって初となるソロ曲。
7. グルグルJUMP / 久住小春・ジュンジュン・リンリン [3:52]
  - 編曲：大久保薫
8. みかん [4:24]
  - 編曲：鈴木Daichi秀行

35thシングル。
9. 情熱のキスを一つ / 高橋愛・新垣里沙・田中れいな [4:31]
  - 編曲：鈴木Daichi秀行

サウンドテーマは「スパニッシュR&B」[2]。
10. It's You / 道重さゆみ [3:42]
  - 編曲：田中直

サウンドテーマは「1980年代のR&B」[2]。
11. 女に 幸あれ [4:14]
  - 編曲：江上浩太郎

34thシングル。
12. 片思いの終わりに / 亀井絵里 [4:49]
  - 編曲：江上浩太郎
13. 悲しみトワイライト [3:45]
  - 編曲：山崎淳

33rdシングル。吉澤ひとみ・藤本美貴参加ラストシングル。

### 初回生産限定盤付属DVD
1. 泣いちゃうかも (featuring 高橋愛 Ver.)
2. 泣いちゃうかも (featuring 新垣里沙 Ver.)
3. 泣いちゃうかも (featuring 亀井絵里 Ver.)
4. 泣いちゃうかも (featuring 道重さゆみ Ver.)
5. 泣いちゃうかも (featuring 田中れいな Ver.)
6. 泣いちゃうかも (featuring 久住小春 Ver.)
7. 泣いちゃうかも (featuring 光井愛佳 Ver.)
8. 泣いちゃうかも (featuring ジュンジュン Ver.)
9. 泣いちゃうかも (featuring リンリン Ver.)
10. 泣いちゃうかも（『Hello! Project 2009 Winter ワンダフルハーツ公演 ～革命元年～』より）
11. 恋愛レボリューション21 （『Hello! Project 2009 Winter ワンダフルハーツ公演 ～革命元年～』より

## 参加メンバー
- 4期：吉澤ひとみ
- 5期：高橋愛・新垣里沙
- 6期：藤本美貴・亀井絵里・道重さゆみ・田中れいな
- 7期：久住小春
- 8期：光井愛佳・ジュンジュン・リンリン

## 参加ミュージシャン
- モーニング娘。：Chorus (#3)
  - 高橋愛：Chorus (#1, #2, #4, #5, #8 - #11)
  - 新垣里沙：Chorus (#2, #8, #9, #11)
  - 亀井絵里：Chorus (#1, #12)
  - 道重さゆみ：Chorus (#5, #10)
  - 田中れいな：Chorus (#2)
  - 久住小春：Chorus (#7)
  - リンリン：Chorus (#7)
- つんく♂：Chorus (#2)
- 田中直：Programming (#1, #4, #10)
- 鈴木 "Daichi" 秀行：Programming (#2, #8, #9), Guitar (#2, #9)
- 鎌田浩二：Guitar (#3 - #12), E. Guitar (#2)
- CHINO：Chorus (#2, #3, #6, #11)
- 湯浅公一：Programming (#3, #6)
- 大久保薫：Programming (#3, #5, #7)
- 大先生室屋ストリングス：Strings (#3)
- 竹内浩明：Chorus (#3)
- 江上浩太郎：Programming (#11, #12)
- 山崎淳：Programming (#13), Guitar (#13)
- 稲葉貴子：Chorus (#13)